# Терістанбали
Терістанбали́ (каз. Терістаңбалы) — село у складі Жарминського району Абайської області Казахстану. Входить до складу Суикбулацької селищної адміністрації.
Населення — 62 особи (2021; 220 у 2009, 298 у 1999, 632 у 1989).
Національний склад станом на 1989 рік:
- казахи — 100 %